# 高の瀬峡

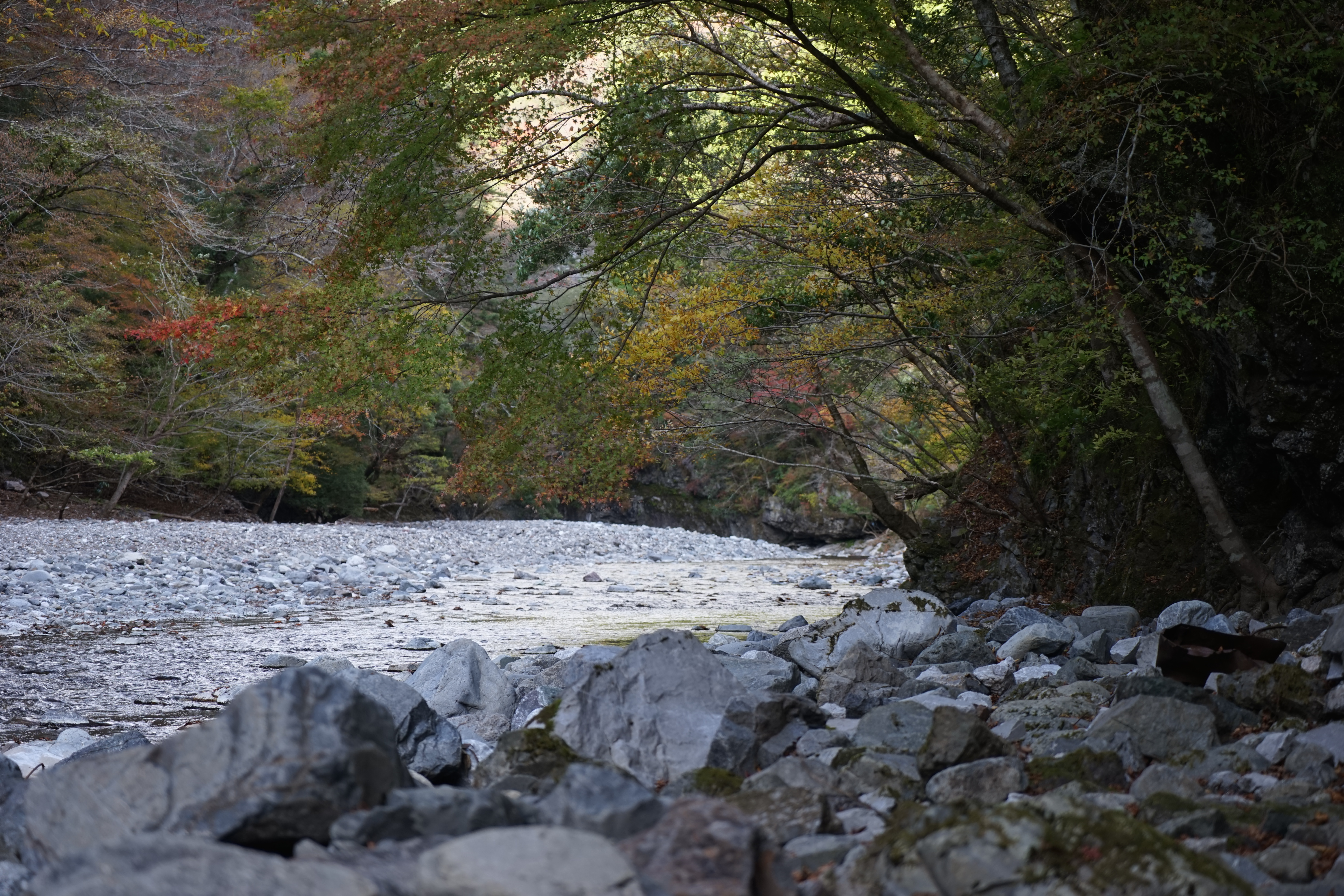
高の瀬峡

高の瀬峡（こうのせきょう）は、徳島県那賀郡那賀町にある峡谷。那賀川の源流、次郎笈の南麓、高ノ瀬に位置し、一帯は石灰岩の巨岩が露出する大自然の中にある。日本紅葉の名所100選、日本の紅葉百選、とくしま88景、とくしま水紀行50選に選定。

## 概要
徳島県観光百選の一位となった実績を持つことで知られ、以後はその文句を喧伝している傾向がある。事実、大歩危・小歩危にも劣らない鋭いV字谷が築かれ、一帯の巨岩と清流、落葉樹林とのコントラストは絶景に相応しいもので、年々観光客を増やし、レストハウス平の里の建設など観光整備も進んだ。剣山国定公園の指定区域。

## アクセス
- 徳島市中心部から車で国道55号、国道195号を経て約3時間。但し、国道195号との分岐点から先は落石が多発しているので通行には注意が必要である。
- JR阿南駅前バス乗り場より徳島バス丹生谷線「川口」行きに乗車、終点「川口営業所」で徳島バス南部「日和田」行きに乗換。「高の瀬峡入口」または「平の里」下車（「平の里」は10月20日 - 11月20日の間、一部の便が経由）。高の瀬峡方面への一部の便は、デマンド運行のため徳島バス南部へ予約が必要。